# Список нематериального культурного наследия в Казахстане
В списке шедевров нематериального культурного наследия ЮНЕ́СКО в Казахстане значится 14 наименования (на 5 декабря 2024 года), 7 из которых включены в список совместно с одной или несколькими странами. 

## Представительный список
В данной таблице шедевры устного и нематериального культурного наследия расположены в порядке их добавления в представительный список.
| #  | Изображение | Название | Краткое описание | Критерии | Год внесения в список | №    |
| -- | ----------- | --- | --- | --- | --------------------- | ---- |
| 1  |             | Казахское традиционное искусство домбрового кюя | Легенды и письменные памятники создателем древнейших кюев называют Коркыта — одного из основателей музыкальной культуры тюркоязычных народов. В традиционной инструментальной музыке наиболее развитой областью является домбровая, в которой, по мнению исследователей Бориса Асафьева, Александра Затаевича, музыкальное мышление казахов достигло высот подлинного симфонизма. | | 2014                  | 996  |
| 2  |             | Традиционные знания и навыки в производстве кыргызской и казахской юрты Совместно с Кыргызстаном | Юрта — традиционное жилище кочевников. Она полностью удовлетворяет потребностям кочевника в силу своего удобства и практичности: быстро собирается и легко разбирается силами одной семьи в течение одного часа. Она легко перевозится на верблюдах, лошадях или автомашине, её войлочное покрытие не пропускает дождь, ветер и холод.                                            | | 2014                  | 998  |
| 3  |             | Айтыш и айтыс, искусство импровизации Совместно с Кыргызстаном | Во время айтыса два акына исполняют своеобразный песенный диалог, постоянно передавая очередь, подхватывая слова оппонента. Песни во время состязания могут быть на любую произвольную тему | | 2015                  | 997  |
| 4  |             | Наурыз Совместно с Азербайджаном, Афганистаном, Индией, Ираком, Ираном, Кыргызстаном, Пакистаном, Таджикистаном, Туркменистаном, Турцией и Узбекистаном | Для ряда стран, 21 марта является началом нового года, именуемым Наурыз («новый день»). В этот период проводятся разнообразные ритуалы, церемонии и другие культурные мероприятия. | знания и обычаи, относящиеся к природе и вселенной; устные традиции и формы выражения; исполнительские искусства; обычаи, обряды, празднества; знания и навыки, связанные с традиционными ремёслами | 2016                  | 1161 |
| 5  |             | Культура приготовления и преломления хлебной лепёшки — лаваша, катырмы, жупки, юфки Совместно с Азербайджаном, Ираном, Кыргызстаном и Турцией | Хлеб, приготовленный в печи на металлической пластине или в котле, делится во время рядовых и праздничных застолий, в дни рождения и свадеб, а также на похоронах. Деление хлеба сопровождается подходящими по случаю словами ободрения и добрых пожеланий. | знания и обычаи, относящиеся к природе и вселенной; устные традиции и формы выражения; обычаи, обряды, празднества                                                                                  | 2016                  | 1181 |
| 6  |             | Курес в Казахтане | Казакша курес — казахская национальная борьба. Казакша курес является одним из древних видов спорта у казахов. В современном Казахстане данное искусство пользуется большой популярностью, а соревнования по казакша курес проводятся на праздниках и торжествах. | | 2016                  | 1085 |
| 7  |             | Казахские традиционные игры в асыки | Асык — надпяточная кость (таранная кость) овцы (в основном баранов). Игра в асыки — одна из самых распространённых народных игр в Центральной Азии. | | 2017                  | 1086 |
| 8  |             | Наследие Коркыта-аты — эпос, народные предания и музыка Совместно с Азербайджаном и Турцией | Культура эпоса основана на героических легендах, историях и сказаниях и традиционных музыкальных композициях, передававшихся из поколения в поколение. Коркыт-ата появляется в каждой истории как легендарная личность и мудрец, чьи слова, музыка и изложение мудрости связаны с традициями рождения, брака и смерти.                                                            | устные традиции и формы выражения; исполнительские искусства; обычаи, обряды, празднества | 2018                  | 1399 |
| 9  |             | Традиционные весенние праздничные обряды казахских коневодов | | | 2018                  | 1402 |
| 10 |             | Традиционная интеллектуальная и стратегическая игра: тогызкумалак, тогуз коргоол, мангала (гёчурме) Совместно с Кыргызстаном и Турцией | | | 2020                  | 1597 |
| 11 |             | Соколиная охота — живое наследие человечества Совместно с Австрией, Бельгией, Венгрией, Германией, Италией, Ирландией, Испанией, Катаром, Кыргызстаном, Марокко, Монголией, Нидерландами, Объединёнными Арабскими Эмиратами, Пакистаном, Польшей, Португалией, Саудовской Аравией, Сирией, Словакией, Францией, Хорватией, Чехией, Южной Кореей | | | 2021                  | 1308 |
| 12 |             | Ортеке — традиционное исполнительское искусство в Казахстане: танец, кукла и музыка | | | 2022                  | 1878 |
| 13 |             | Традиция пересказа анекдотов о Ходже Насреддине Совместно с Азербайджаном, Кыргызстаном, Таджикистаном, Турцией, Туркменистаном и Узбекистаном. | Традиция пересказа анекдотов о Ходже Насреддине представляет собой общественную практику рассказывания анекдотов о философе и мудреце, известному своей смекалкой, юмористическим анализом и отражением общества и жизненного опыта. | устные традиции и формы выражения; исполнительские искусства; обычаи, обряды, празднества | 2022                  | 1705 |
| 14 |             | Беташар — традиционный свадебный ритуал | | | 2024                  | 1746 |